# Parque nacional Los Mármoles
El Parque Nacional Los Mármoles está ubicado al norte del Estado de Hidalgo, México, a 126 kilómetros de la ciudad de Pachuca de Soto su capital. Abarca parte de los municipios de Zimapán, Jacala, Pacula y Nicolás Flores, con un área de 230 kilómetros cuadrados. Se localiza geográficamente entre los meridianos de coordenadas 99°08'55’’ y 99°18’37’’ de longitud oeste, y entre los paralelos de 20°45’33’’ y 20°58’47’’ de latitud norte.

## Historia
El 12 de agosto de 1936, el presidente constitucional de los Estados Unidos Mexicanos general Lázaro Cárdenas del Río, anunció la creación del área "Los Mármoles" en categoría de parque nacional. El decreto entró en vigor el 8 de septiembre de 1936.

## Objetivos
Los objetivos de la creación del parque nacional fueron: 
- Proteger el suelo contra la degradación y conservar el buen clima de la región manteniendo, o en caso necesario restaurando, los bosques.[2]
- Utilizar la belleza natural de la zona y lo pintoresco de los pueblos como un atractivo turístico.[2]
- El acondicionamiento de los caminos de acceso a las poblaciones para beneficio de los agricultores.[2]

## Geografía
El parque forma parte de la Sierra Madre Oriental y la Sierra de Pachuca, y comprende la Barranca de San Vicente y el Cerro de Cangandó. La Barranca de San Vicente tiene una profundidad de 600 metros, mientras que el Cerro de Cangandó se eleva a 3 000 metros sobre el nivel del mar. Presenta dos tipos de climas: templado lluvioso y el semiárido.

## Biodiversidad
De acuerdo al Sistema Nacional de Información sobre Biodiversidad de la Comisión Nacional para el Conocimiento y Uso de la Biodiversidad (CONABIO) en el Parque Nacional Los Mármoles habitan más de 880 especies de plantas y animales de las cuales 35 se encuentra dentro de alguna categoría de riesgo de la Norma Oficial Mexicana NOM-059  y 9 son exóticas,

### Flora
La vegetación es muy diversa: Bosques de juníperos, encinos, pinos, enebros, tepozán y nopal silvestre.

### Fauna
La principal fauna silvestre reportada son conejos, gato montés, zorrillo, armadillo, ardilla, tigrillo, mapache, tejón, tlacuache, cacomixtle. También se ha introducido un oso negro en la zona. De las aves: gavilán, aguililla, golondrina, tortolita, halconcillo, zopilote, paloma, tórtola, carpinteros, correcaminos. De los reptiles: víbora de cascabel, culebra, lagartija, y camaleón. De los insectos: ciempiés, tarántulas además de coyotes.

## Población
Dentro del área que abarca el parque nacional se encuentran 39 comunidades con una población de aproximadamente 9 300 habitantes (2000).

## Galería

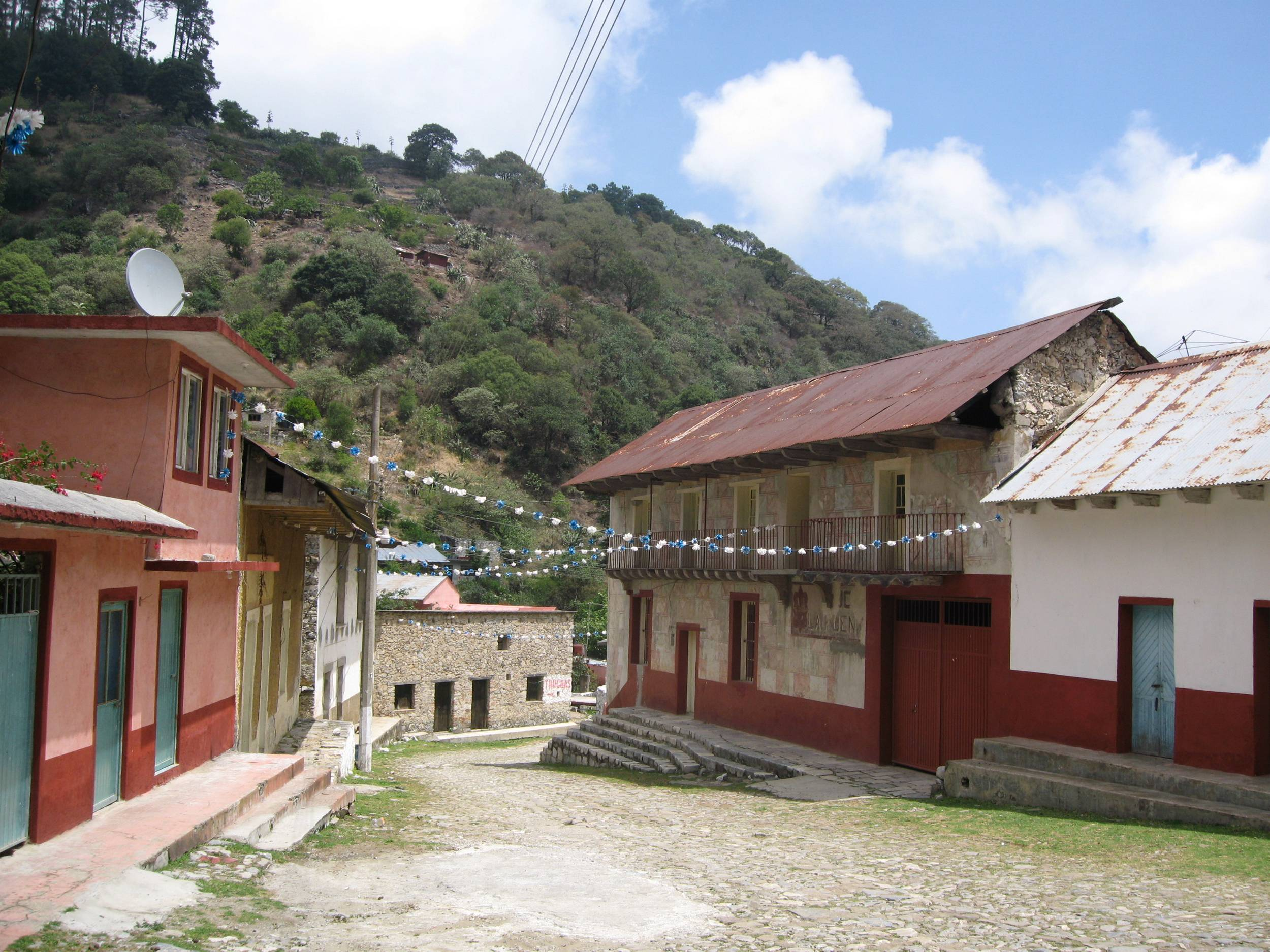
Encarnación, Hidalgo, México
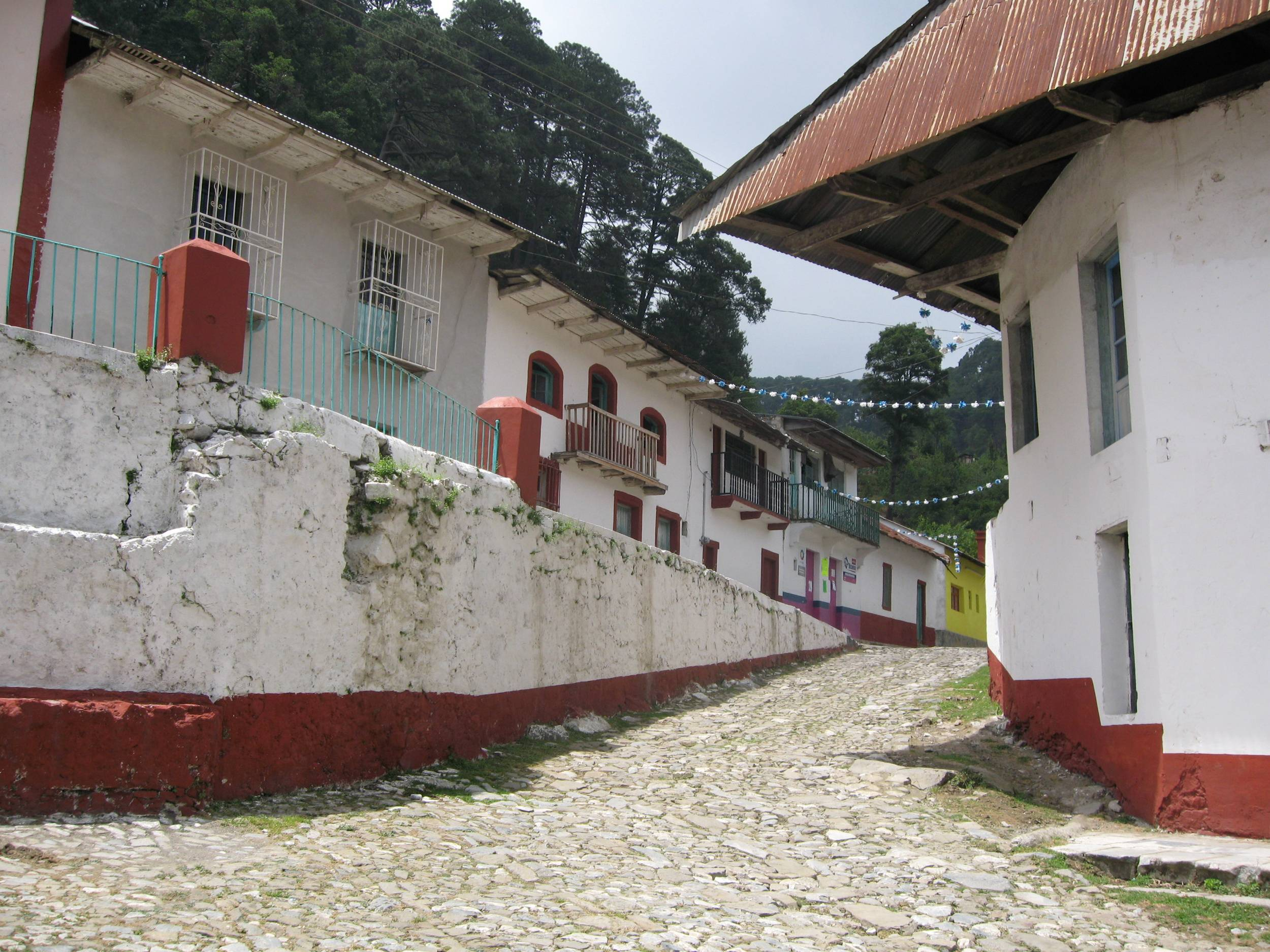
Encarnación, Hidalgo, México
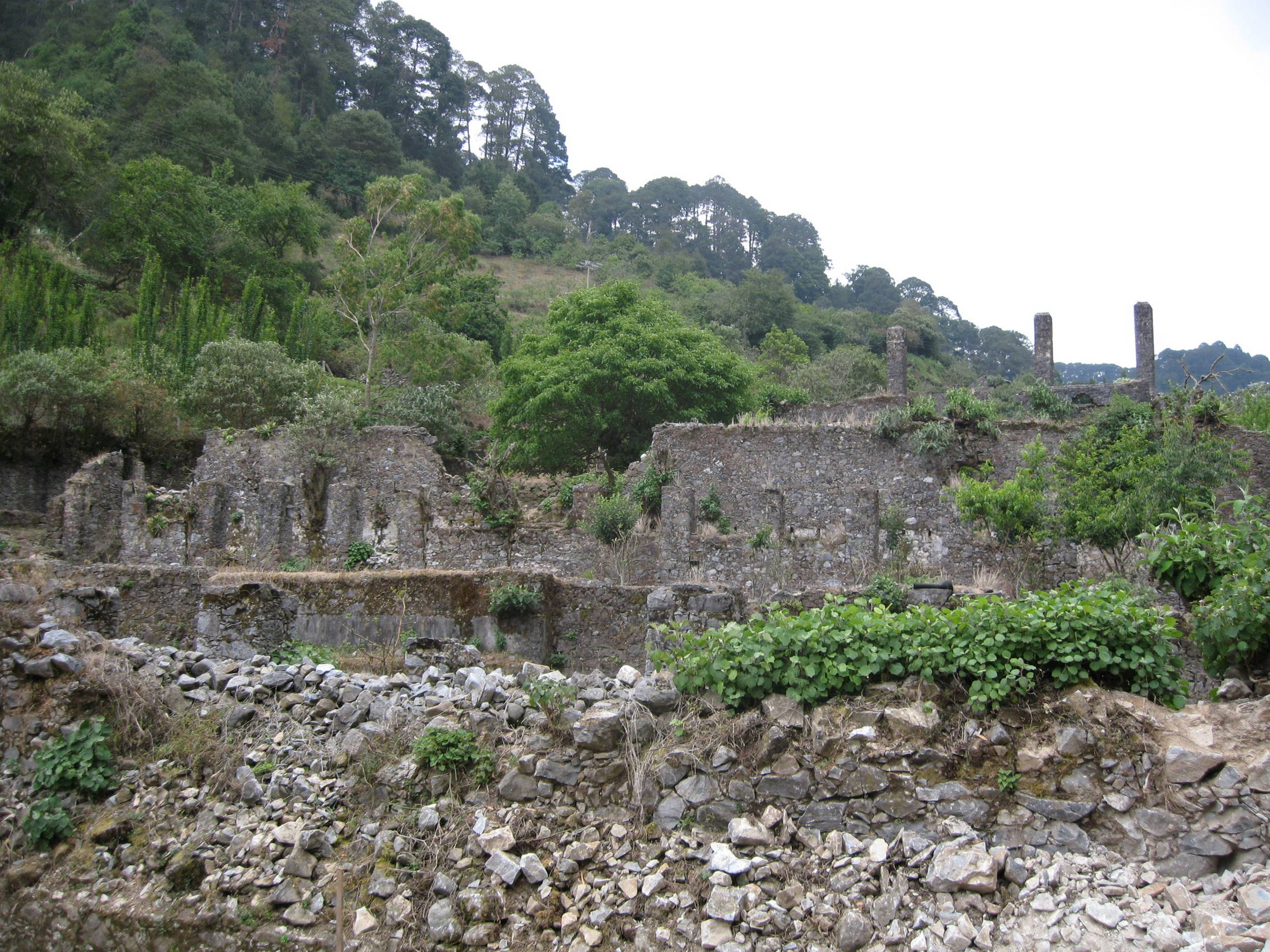
Antigua fundidora en Encarnación, Hidalgo, México
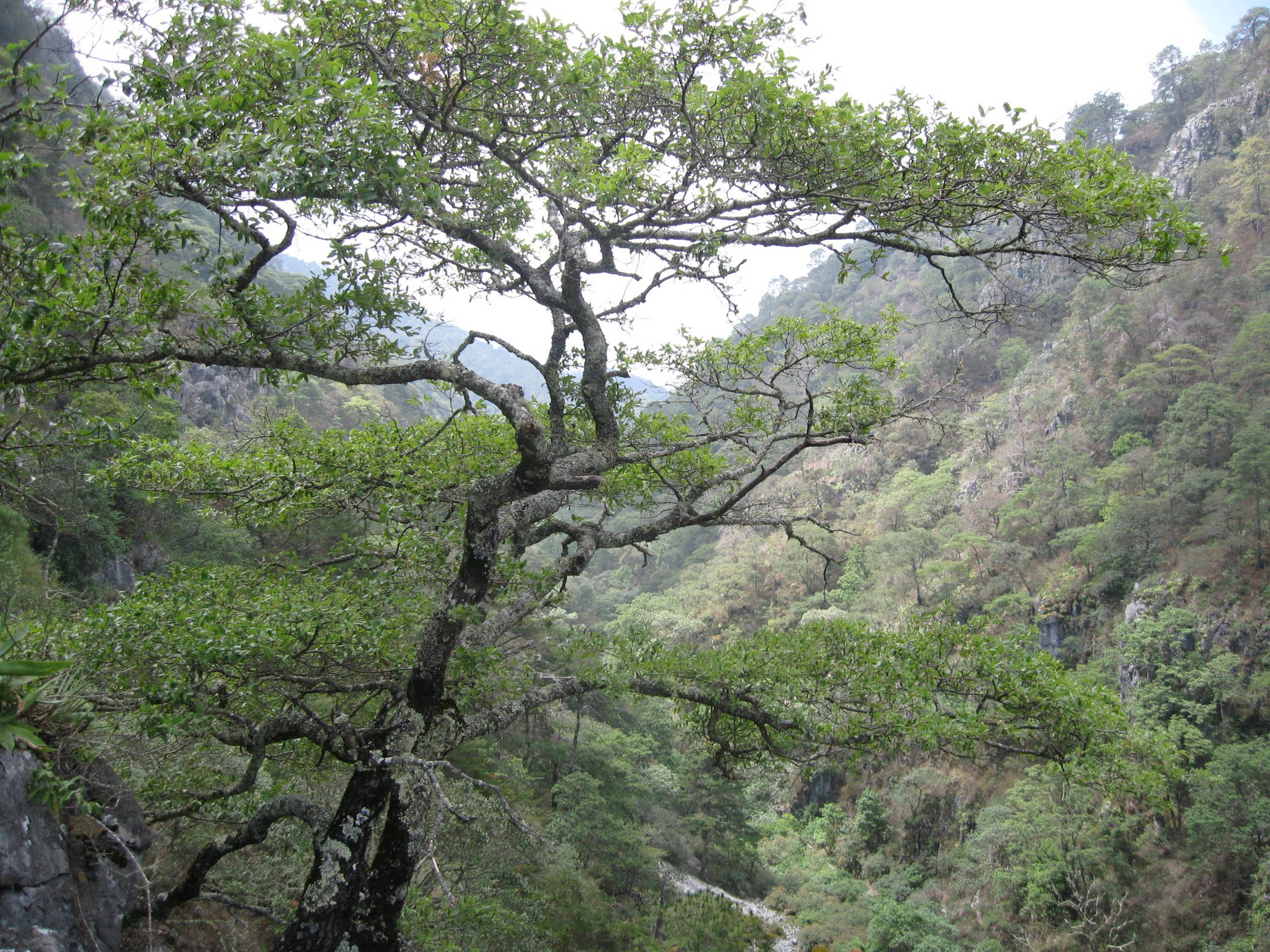
Flora en el Parque Nacional Los Mármoles, Hidalgo, México
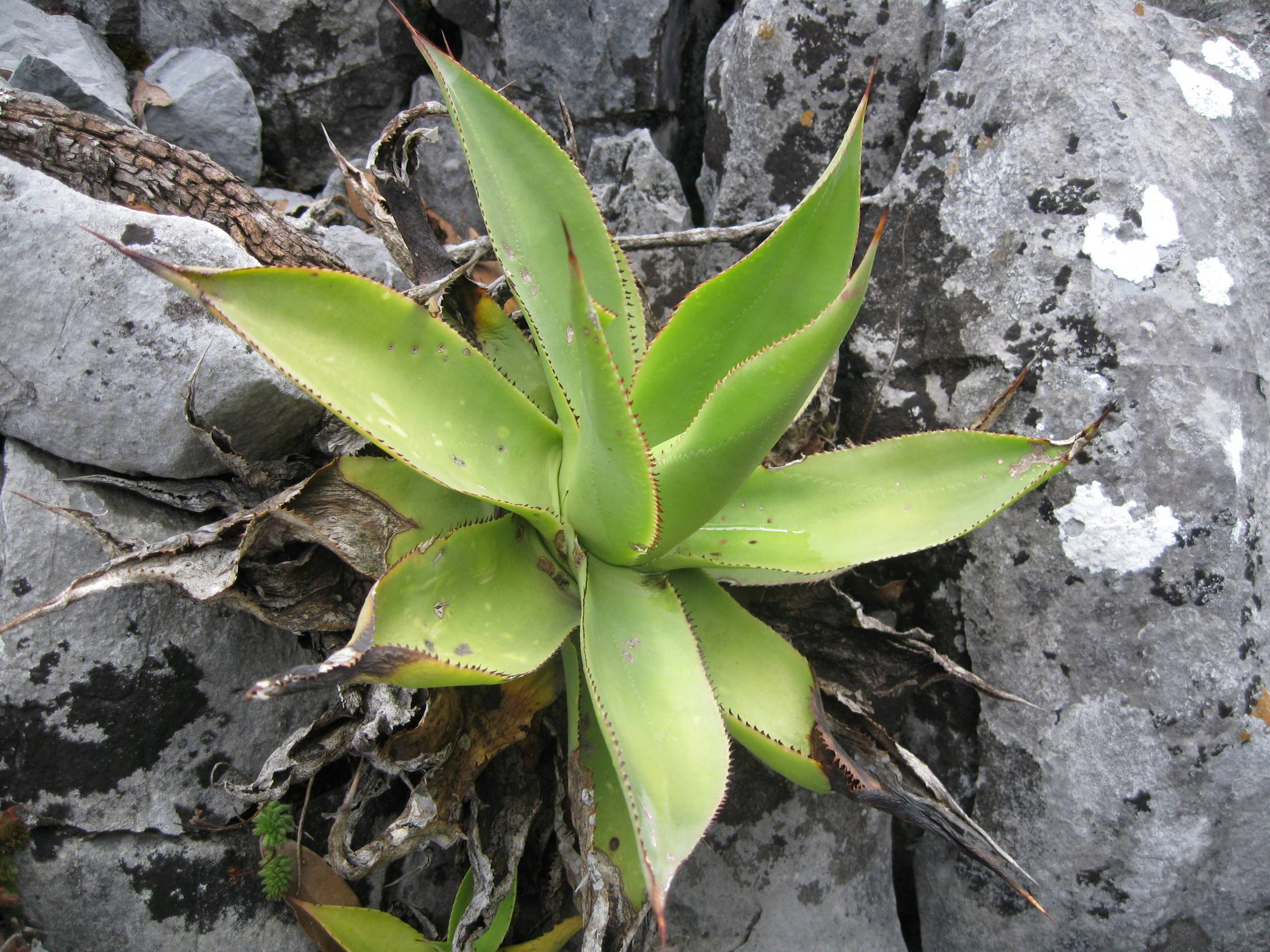
Flora en el Parque Nacional Los Mármoles, Hidalgo, México
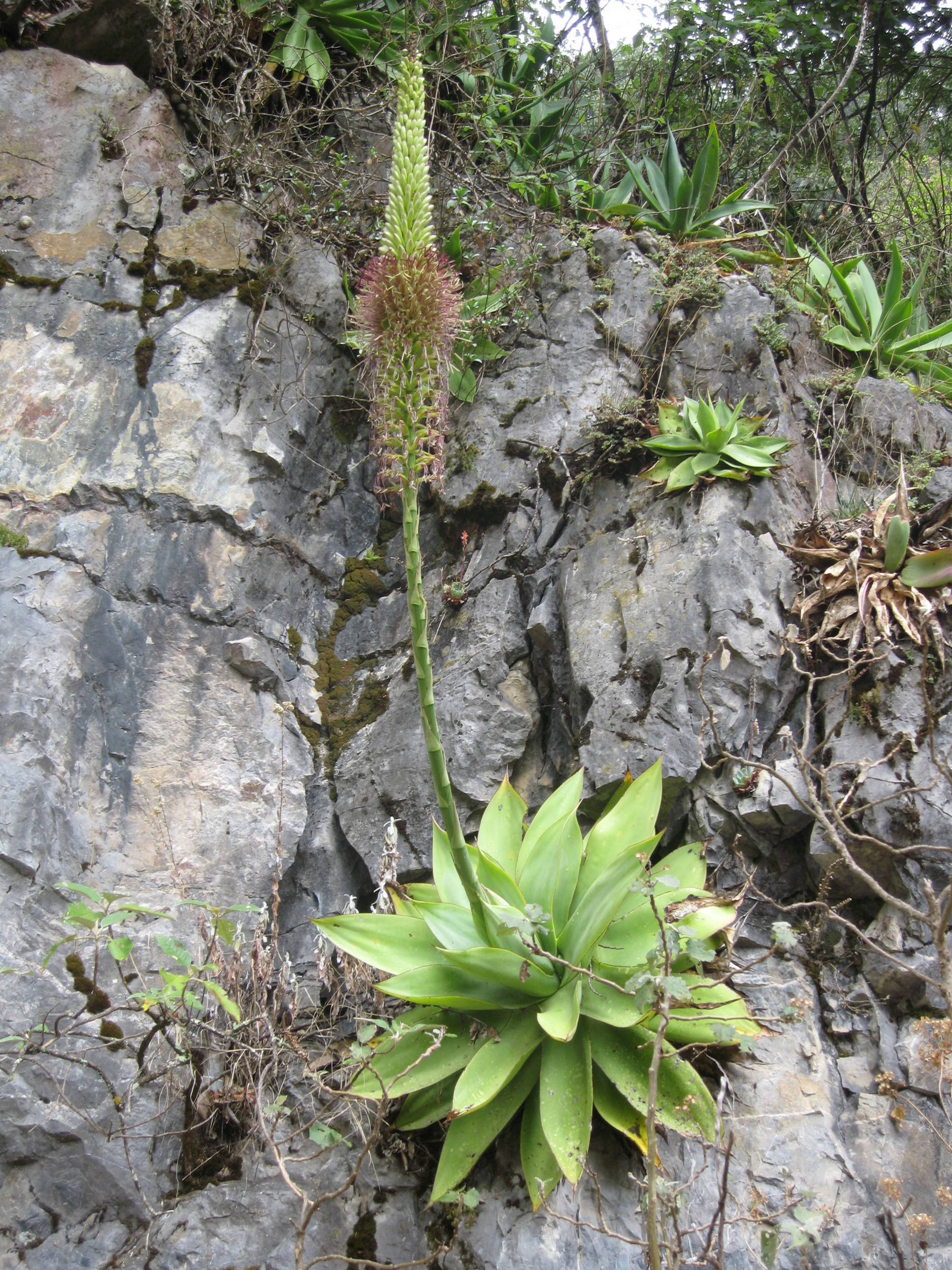
Flora en el Parque Nacional Los Mármoles, Hidalgo, México
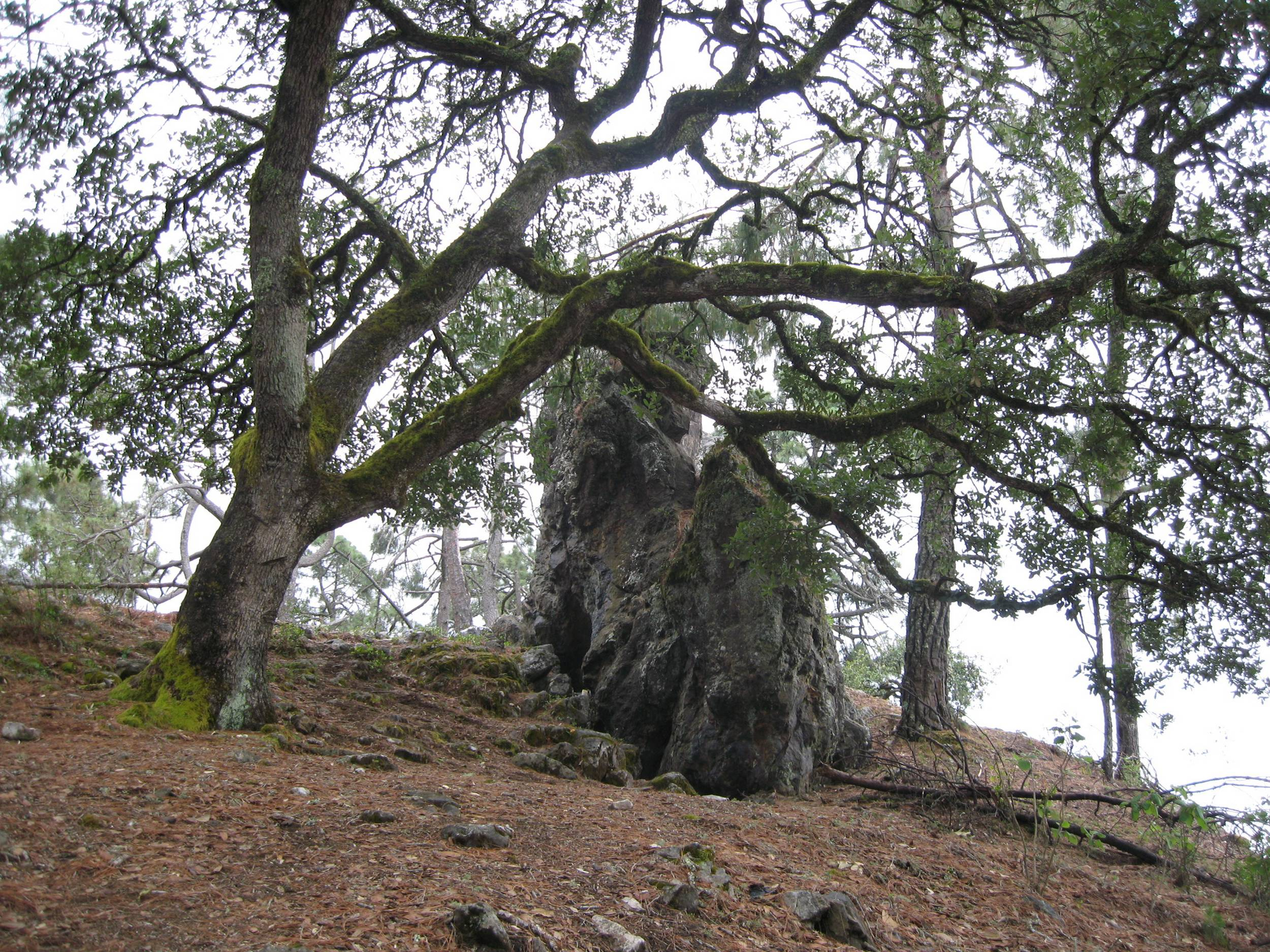
Piedra Imán en el Parque Nacional Los Mármoles, Hidalgo, México
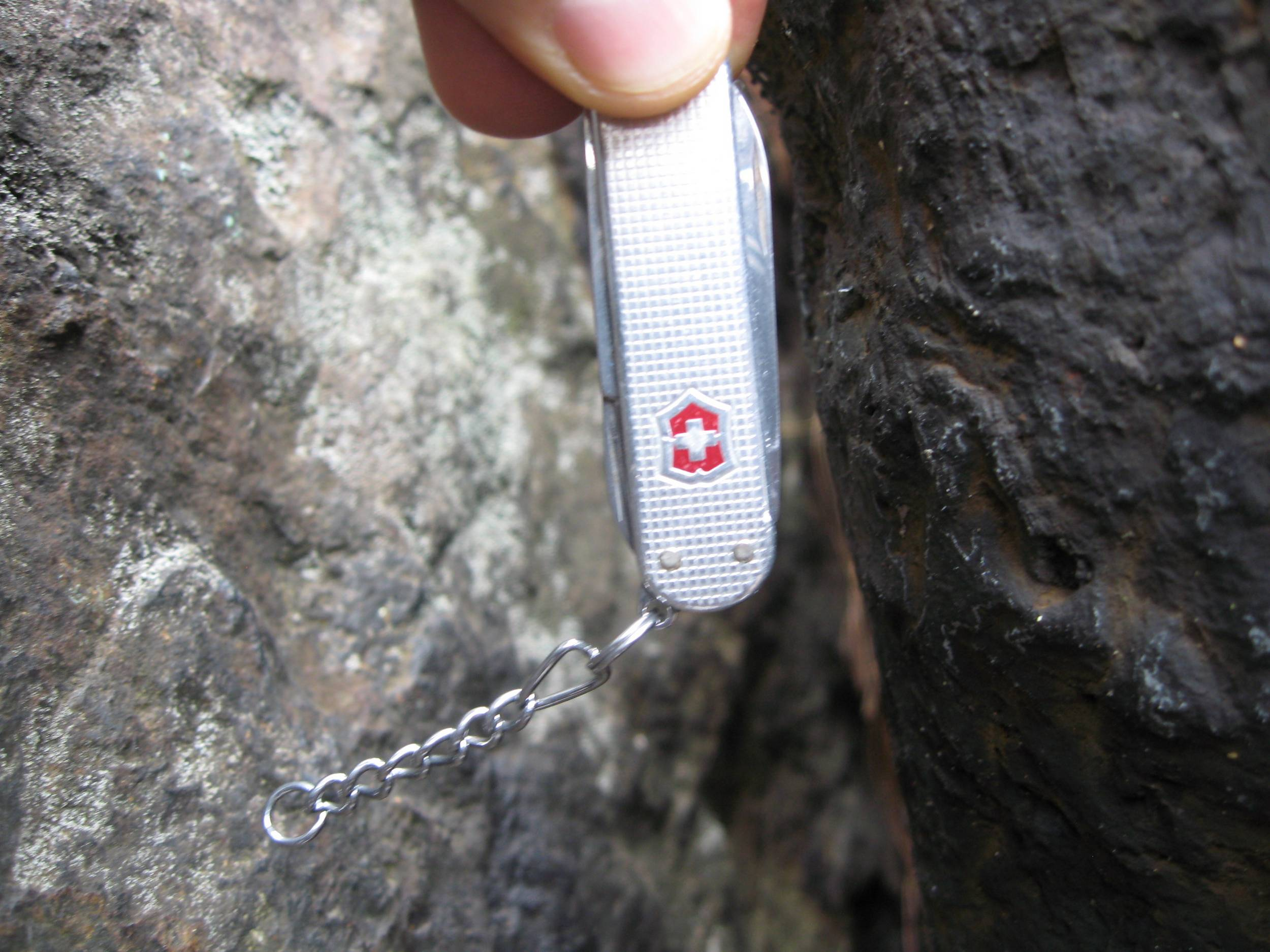
Piedra Imán en el Parque Nacional Los Mármoles, Hidalgo, México
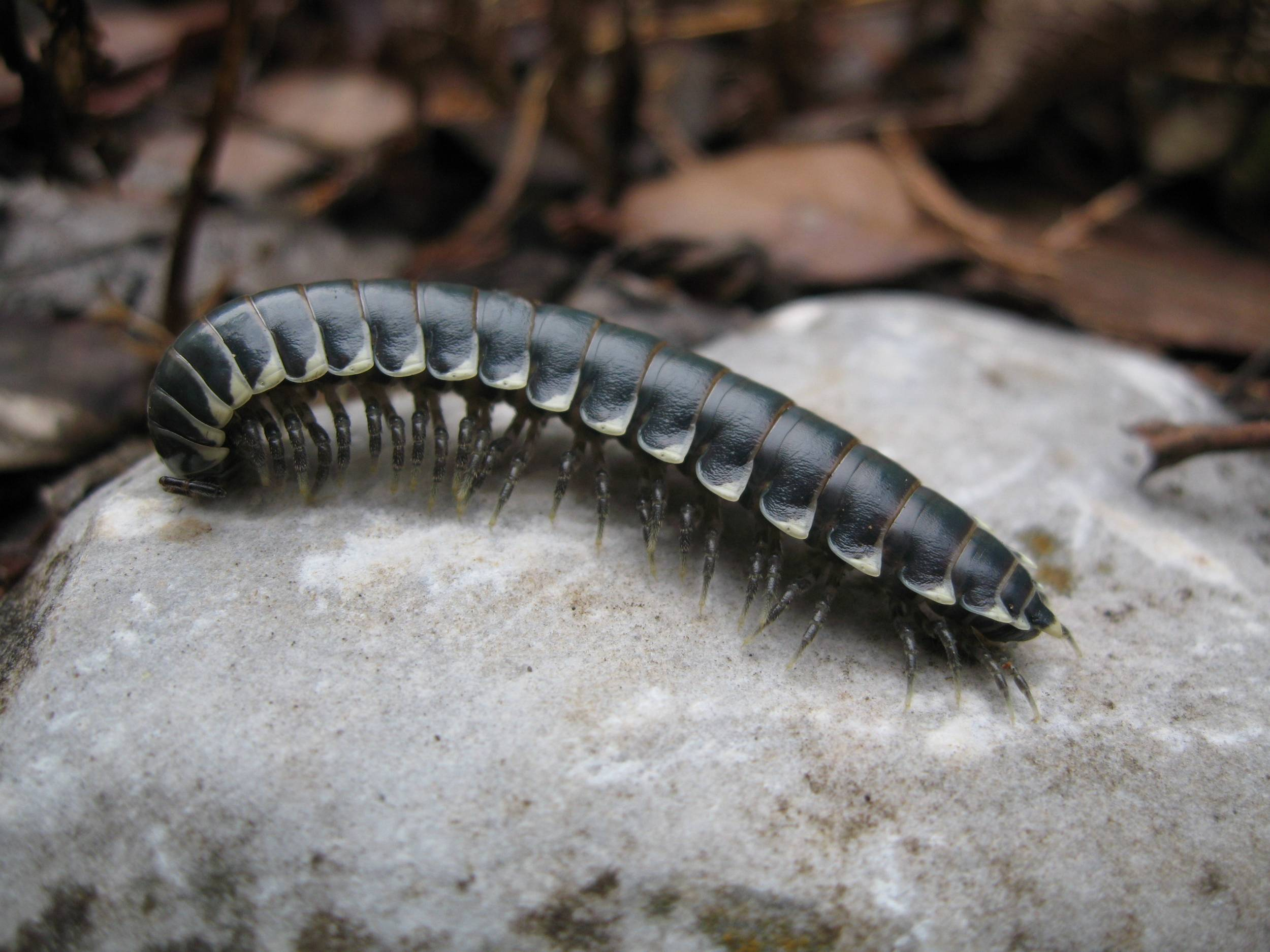
Ciempiés en el Parque Nacional Los Mármoles, Hidalgo, México
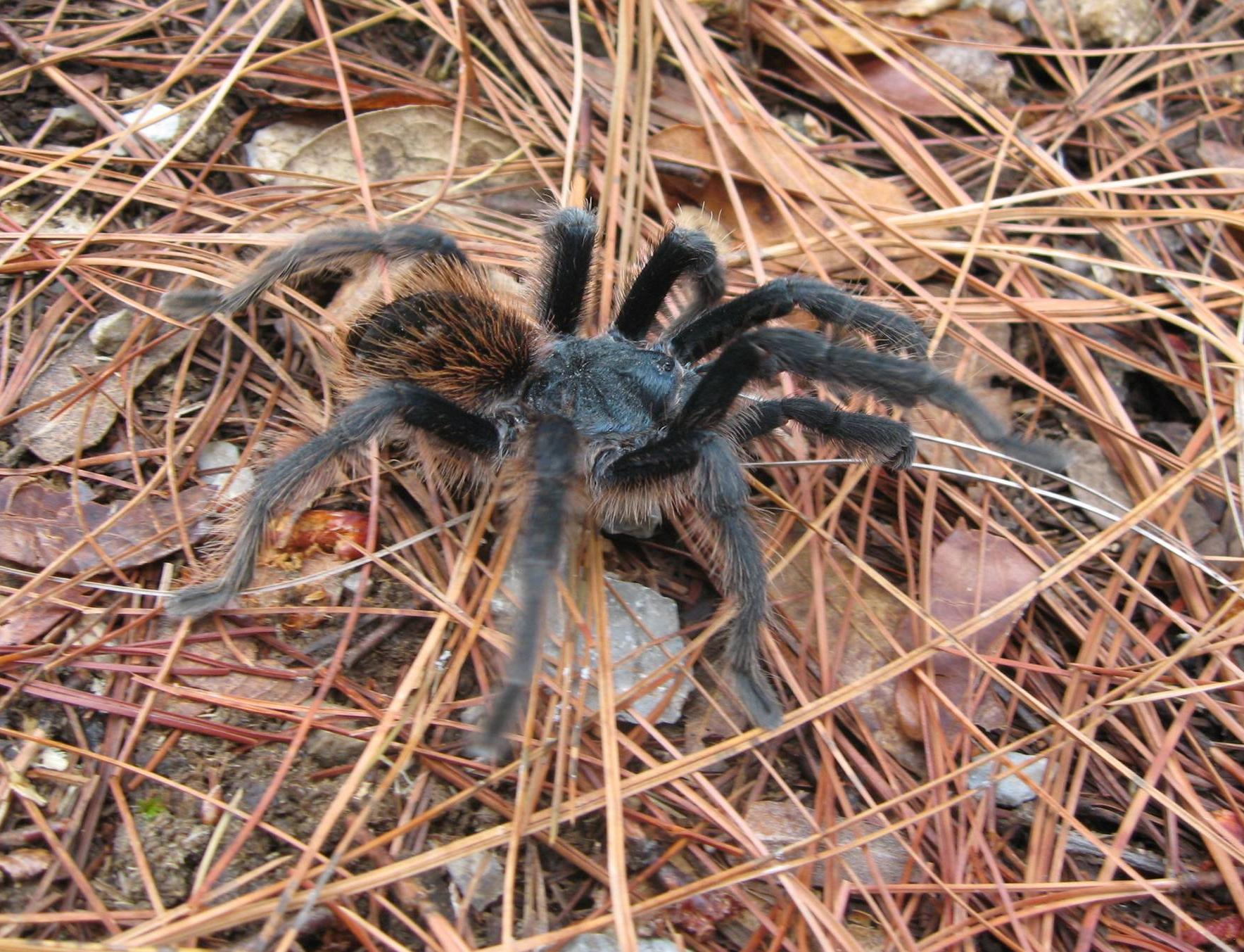
Tarántula en el Parque Nacional Los Mármoles, Hidalgo, México